# Comunicación sostenible
Comunicación sostenible (CS) o comunicación para la sostenibilidad (CS), conocida también como "sustainability communication" en inglés, surge como un campo de estudio relativamente nuevo en el ámbito de la comunicación, posibilitando a su vez un espacio para promover transformaciones significativas que contribuyan a atenuar los problemas que se derivan de la relación entre humanos, naturaleza y entorno y promover formas sostenibles de desarrollo humano.
La comunicación sostenible tiene como objetivo impulsar prácticas sosteniblesque aborden la crisis ambiental, la inequidad social y económica. Fomenta el diálogo, la cohesión social, la transparencia, la legitimidad y gobernabilidad alrededor de la sostenibilidad, el cuidado y la protección del planeta. Se considera que tanto el comportamiento humano, como sus actitudes, creencias y valores hacia el planeta y el medio ambiente están altamente mediados por la comunicacióny, en ese sentido, también desde la comunicación se pueden promover cambios en las personas, organizaciones y las sociedadescon el fin de lograr una mejor interacción entre nosotros mismos y con otros ecosistemas tanto en el corto como en el largo plazo.
En este contexto, la comunicación y el periodismo pueden servir como mecanismos para ejercer vigilancia frente a conductas impropias de las autoridades respecto a la protección del ambiente, al mismo tiempo que desempeñan un rol educativo, sensibilizando y movilizando a la sociedad en la defensa de las cuestiones ambientales, la igualdad y el equilibrio económico.

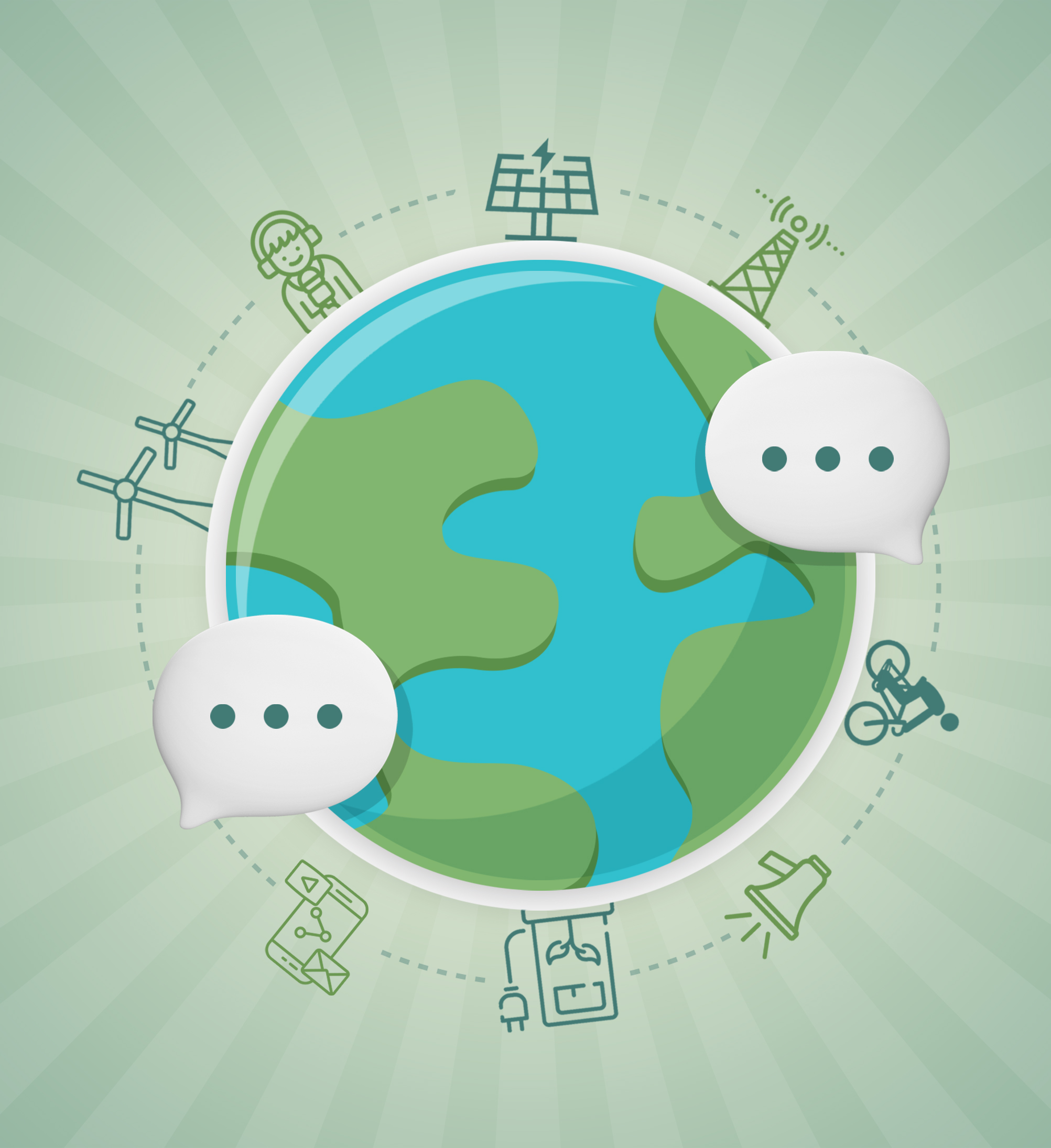
Planeta, personas y medios de comunicación. Enfoque sistémico de cooperación para la sostenibilidad, protección del cuidado de la naturaleza, los diferentes ecosistemas y el entorno.

Asimismo, con el uso de tecnologías de la información, la comunicación y el relacionamiento, la comunicación sostenible busca fomentar la transparencia y la responsabilidad en la difusión de información, aumentar la conciencia ambiental y facilitar el diálogo sobre las preocupaciones relacionadas con el impacto de las acciones humanas en el planeta y buscar una mayor equidad y justicia social. Además, busca movilizar mayor participación para encontrar soluciones a estos desafíos.
Según Pierre McDonagh (1998), la comunicación sostenible se caracteriza por ser un proceso social interactivo destinado a superar la desconexión ecológica que puede surgir entre una organización y sus múltiples grupos de interés. Esta perspectiva se basa en la noción de totalidad o holismo, resaltando la importancia de la confianza y la crítica mediante la divulgación de información, el acceso y la participación en las políticas, procesos y estructuras organizativas para promover un diálogo abierto. Aunque McDonagh hace hincapié en la desconexión ecológica, una visión más amplia aborda la ruptura de vínculos de solidaridad y respeto con los diferentes ecosistemas, así como la indiferencia hacia la injusticia, la desigualdad y la inequidad social. Por lo tanto, el concepto de comunicación sostenible se distingue de otras nociones afines, como la comunicación ecológica o la comunicación ambiental, ya que abarca otras dimensiones sobre las cuales la comunicación debe actuar de manera sinérgica.
Es así como para William Kilbourne, la comunicación sostenible, implica establecer una mayor conexión entre el medio ambiente, las comunidades y la economía, lo cual conlleva a transformaciones en los ámbitos político, económico y cultural, así como en las creencias, valores, actitudes y comportamientos de personas, organizaciones y naciones.

Por su parte, Vico destaca que la comunicación sostenible plantea como objetivo:

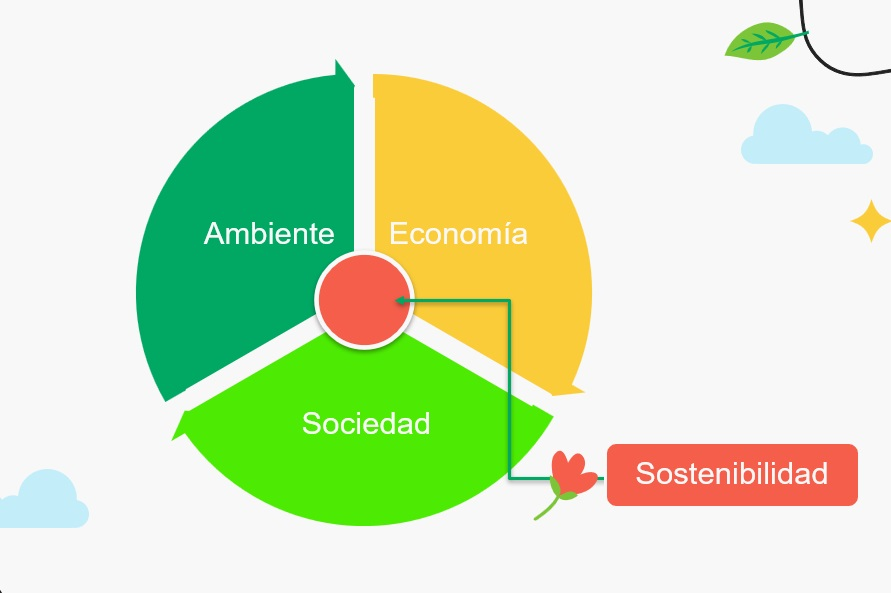
La sostenibilidad implica un equilibrio entre estos aspectos para lograr un presente y futuro próspero y armonioso para las generaciones actuales y las que vienen.

"el fomento del desarrollo humano y social sostenible, asociada a los valores de, por supuesto, sostenibilidad, diálogo, transparencia, gobernabilidad y transparencia por su vocación de hacer sostenible el sistema entero".
Aunque la comunicación sostenible presenta un amplio potencial, su condición como un campo de estudio relativamente nuevo ha generado discusiones entre académicos e investigadores. Algunas de ellas se orientan hacia su definición, perspectivas, usos y su impacto en los estudios de comunicación.

## Aproximaciones conceptuales y teóricas
La comunicación sostenible como campo de investigación viene fortaleciendose desde teorías y métodos de diversas áreas. Por ejemplo, desde el ámbito relacionado con la comunicación, algunas aproximaciones han sido dadas desde campos como: comunicación ambiental, periodismo ambiental, comunicación estratégica, publicidad ecológica, comunicación ambiental, marketing verde y enfoques teóricos como: teoría de la recepción , interaccionismo simbólico, entre otros. Así mismo, ha sido nutrida por perspectivas propuestas desde los estudios sobre sostenibilidady desde el ámbito del análisis del comportamiento de los sistemas sociales y sistemas organizacionales, haciendo que sea no solo un campo emergente sino interdisciplinar, susceptible de ser analizado su dimensión sistémica y compleja.
La comunicación sostenible como proceso y construcción social, puede ser analizada a la luz de las teorías contemporáneas relacionadas con los sistemas. En particular, se puede considerar la perspectiva de los sistemas sociales desarrollada por Niklas Luhmann en 1984. Esta teoría sugiere examinar la relación entre sistemas vivos y sistemas sociales y el papel de los medios como generadores de realidad, aunque no siempre propiciadores de consenso. Además, se puede enriquecer el análisis con el enfoque del interaccionismo simbólico y, más ampliamente, desde la teoría de la construcción social de realidad propuesta por  Peter L. Berger y Thomas Luckmann  en 1986. Esta última aborda los procesos de interacción y el intercambio simbólico en la creación colectiva de significado.
Estas teorías ofrecen un marco teórico y conceptual de base para comprender cómo la comunicación en torno a la sostenibilidad se incorpora en la dinámica de los sistemas sociales, cómo afecta a la construcción de significados y cómo contribuye a transformar las percepciones y conductas relacionadas con la sostenibilidad. No obstante, existen otros abordajes desde la psicología social, la gestión organizacional, la publicidad, la comunicación y otros campos que vienen contribuyendo a darle soporte y fundamentación al concepto.

## Principios de la comunicación sostenible
A partir de la propuesta de McDonagh (1998), Polo et al. (2020) identifican una serie de características que pueden facilitar la gestión y evaluación del papel de la comunicación en el logro del objetivo común de la sostenibilidad. Entre estas características se incluyen:
- Confianza
- Acceso a la información de calidad
- Revelación sostenible
- Diálogo sostenible y participación
- Veracidad y exactitud
- Respeto por la diversidad
- Promoción de la sostenibilidad
- Gestión estratégica de la comunicación sostenible

## Reflexiones
La sostenibilidad es un imperativo social ineludible. Los excesos generados por el hiperconsumo y nuestros estilos de vida contemporáneos, así como el rol de las empresas frente al deterioro ambiental y la aún limitada acción gubernamental para contrarrestar los efectos de las sociedades postindustriales en el planeta, exigen con urgencia un cambio de mentalidad y una nueva forma de relacionarnos con nuestro entorno. 
La comunicación sostenible puede constituir un proceso clave en estas circunstancias. Por un lado, puede ayudarnos a comprender mejor nuestro papel y responsabilidad social y ética frente al consumo, que es una de las principales causas de la crisis polisistémica que enfrentamos. Por otro lado, puede provocar una transformación del paradigma dominante, fomentando relaciones basadas en el respeto y la cooperación entre empresas, naciones y sociedades, en su conjunto, en lugar de una relación de dominación sobre la naturaleza. Sin embargo, es necesario continuar trabajando para que tanto con nuestras acciones individuales como colectivas, promovamos activamente los valores vinculados a la sostenibilidad por medio de la comunicación sostenible.